# Gaute Larsen
Gaute Larsen (Sandnes, 24 dicembre 1961) è un allenatore di calcio ed ex calciatore norvegese.

## Biografia
La sua famiglia si è trasferita da Sandnes a Oslo quando aveva quattordici anni.

## Carriera

### Giocatore

#### Club
Appena arrivato ad Oslo, è entrato a far parte delle giovanili dell'Ullern. Il club militava nelle serie inferiori del campionato norvegese, ma è riuscito ad inanellare alcuni risultati positivi che gli hanno permesso di scalare qualche divisione. Nel 1988, Larsen si è trasferito al Frigg. Ha fatto ritorno all'Ullern nel 1991, restandovi fino al 1995: in quell'anno, il club ha centrato la promozione nella 1. divisjon.

### Allenatore
Larsen ha iniziato la carriera di allenatore quando tornò all'Ullern, rimanendo comunque un calciatore attivo della squadra. In seguito, è stato allenatore dello Stabæk (dal 2001 al 2004) e dell'Odd Grenland (2007). Ha guidato poi l'Asker, centrando la promozione in 1. divisjon nel campionato 2010, ma non è riuscito a raggiungere la salvezza nel 2011. Il 23 agosto 2012 è stato scelto come nuovo allenatore del Bryne, a partire dalla stagione successiva. I termini dell'accordo sono cambiati successivamente e Larsen ha preso il controllo del club dal 10 settembre 2012. Il 29 gennaio 2014, ha rinnovato il contratto che lo legava al club per altre tre stagioni. Il 14 maggio 2016, il Bryne e Larsen hanno consensualmente deciso di separare le loro strade.

## Palmarès

### Allenatore

#### Competizioni nazionali
- 2. divisjon: 1

Asker: 2010 (gruppo 1)